# Tandem Aero
Tandem Aero was een Moldavische luchtvaartmaatschappij met thuisbasis in Chisinau.

## Geschiedenis
Tandem Aero werd opgericht in 1998.
De vliegvergunning werd in april 2019 door de Moldavische regering ingetrokken wegens bezorgdheid over de veiligheid.

## Diensten
Tandem Aero voerde lijnvluchten uit naar Tel Aviv.

## Vloot
De vloot van Tandem Aero bestond uit: (maart 2013)
- 1 Embraer EMB-120